# 창원 성주사 삼층석탑
창원 성주사 삼층석탑(昌原 聖住寺 三層石塔)은 대한민국 경상남도 창원시 성산구, 성주사에 있는 삼층석탑이다. 1972년 2월 12일 경상남도의 유형문화재 제25호로 지정되었다.

## 개요
창원시 불모산 서쪽에 자리하고 있는 성주사는 통일신라 흥덕왕 10년(835) 왜적의 침입을 막기 위해 무염국사가 창건한 사찰이다. 사찰내에 있는 많은 문화재 가운데 하나인 이 탑은 2층 기단(基壇) 위에 3층의 탑신(塔身)을 올린 모습이다.
현재 아래층 기단은 일부만 남아 있고, 위층 기단에는 네 모서리와 면의 가운데에 기둥모양의 조각을 두었다. 탑신은 1층 몸돌에 간단한 문짝모양이 새겨져 있다. 지붕돌은 밑면의 받침이 4단이고 처마선은 완만한 곡선을 이루고 있으며, 네 귀퉁이는 치켜올림이 심한 편이다. 꼭대기에는 머리장식으로 보주(寶珠:꽃봉오리모양의 장식)모양의 석재가 놓여 있지만 원래의 것은 아니다.
간략해진 수법과 양식으로 소박한 느낌을 주는 석탑으로, 고려시대의 작품으로 여겨진다.

## 같이 보기
- 성주사

## 참고 자료
- 성주사삼층석탑 - 국가유산청 국가유산포털